# Lasarewo (Kaliningrad)
Lasarewo (russisch Лазарево, deutsch Grüntann) ist ein Ort in der russischen Oblast Kaliningrad (Gebiet Königsberg (Preußen)). Er liegt im Norden des Rajon Prawdinsk (Kreis Friedland (Ostpr.)) und gehört zur Mosyrskoje selskoje posselenije (Landgemeinde Mosyr (Klein Gnie)).

## Geographische Lage
Lasarewo liegt am linken Ufer der Ilme (russisch: Borodinka) an einer Nebenstraße, die Sadowoje (Szallgirren/Schallgirren, 1938–1945 Kreuzhausen) an der russischen Fernstraße A 197 (ehemalige deutsche Reichsstraße 139) mit Perewalowo (Muldszen/Muldschen, 1938–1945 Mulden) an der Fernstraße R 508 verbindet. Innerorts kreuzt eine Straße, die von Werschiny (Werschen) und Tichoje (Kiehlendorf) kommend in den nördlich gelegenen Staatsforst bis nach Winogradnoje (Stutterei) im Rajon Tschernjachowsk (Kreis Insterburg) führt.
Bis 2001 bestand über die Station Frunsenskoje (Bokellen, 6 km) Anschluss an die Bahnstrecke Toruń–Tschernjachowsk (Thorn–Insterburg), deren Betrieb jedoch auf russischem Staatsgebiet eingestellt worden ist.

## Geschichte
In seiner Geschichte ist das ehemalige Grüntann aufs engste mit dem der Gemeinde Groß Potauern (russisch: Perekrjostki, heute nicht mehr existent) verbunden und lag als deren Ortsteil im Amtsbezirk Muldszen (1936–1938 Amtsbezirk Muldschen, 1938–1945 Amtsbezirk Mulden) im Landkreis Gerdauen im Regierungsbezirk Königsberg der preußischen Provinz Ostpreußen. 1893 wurde auch Gräbenswalde (russisch: Pereleski), 1928 dann ebenso die Oberförsterei Klein Astraiwschken (1938–1945 Ilmengrund, russisch: Morosowka) nach Groß Potauern eingemeindet.
1945 kam Grüntann mit dem nördlichen Ostpreußen zur Sowjetunion und erhielt 1950 den Namen „Lasarewo“. Bis zum Jahre 2009 war der Ort innerhalb der seit 1991/92 russischen Oblast Kaliningrad in den Frunsenski sowjet (Dorfsowjet Frunsenskoje (Bokellen)) eingegliedert und ist seither – aufgrund einer Struktur- und Verwaltungsreform – eine als „Siedlung“ (possjolok) eingestufte Ortschaft innerhalb der Mosyrskoje selskoje posselenije (Landgemeinde Mosyr (Klein Gnie)) im Rajon Prawdinsk.

## Kirche
Bei seiner überwiegend evangelischen Bevölkerung war Grüntann bis 1945 in das Kirchspiel Muldszen (1936–1938 Muldschen, 1938–1945 Mulden, russisch: Perewalowo) eingepfarrt. Es gehörte zum Kirchenkreis Gerdauen (russisch: Schelesnodoroschny) innerhalb der Kirchenprovinz Ostpreußen der Kirche der Altpreußischen Union.
Heute liegt Lasarewo im Bereich der in den 1990er Jahren neugegründeten Stadtgemeinde Tschernjachowsk (Insterburg), die der ebenfalls neuen Propstei Kaliningrad in der Evangelisch-Lutherischen Kirche Europäisches Russland (ELKER) eingegliedert ist.